# صامويل بيريتا
صامويل بيريتا (بالإيطالية: Samuele Beretta)‏ هو لاعب كرة قدم إيطالي في مركز نصف الجناح، ولد في 5 أغسطس 1990 في فربانيا في إيطاليا. لعب مع اتحاد بافيا لكرة القدم وإنتر ميلان.

## وصلات خارجية
- صامويل بيريتا على موقع Soccerway.com (الإنجليزية)